# Бояринова, Екатерина Витальевна
Екатери́на Вита́льевна Боя́ринова (род. 31 июля 2000, Смоленск, Россия) — Российская Федерация) мастер спорта, Чемпионка России по автокроссу (Д3-спринт) — (2019). Двукратная чемпионка Московской области по автокроссу (Д3-спринт 2019, Супер багги 2021). Серебряный призёр первенства России по автокроссу (Д2-юниор) — (2017), вице-чемпионка России по автокроссу (Супер багги) — (2020) и бронзовый призёр чемпионата России по автокроссу (Супер багги) — (2021). Участник СМП РСКГ 2020—2021 в классе «Супер-продакшн», автомобиль Mazda 3. Пилот команды Sofit Racing Team в сезоне 2022, класс «Супер-продакшн», автомобиль Subaru BRZ.

## Карьера

### Автокросс

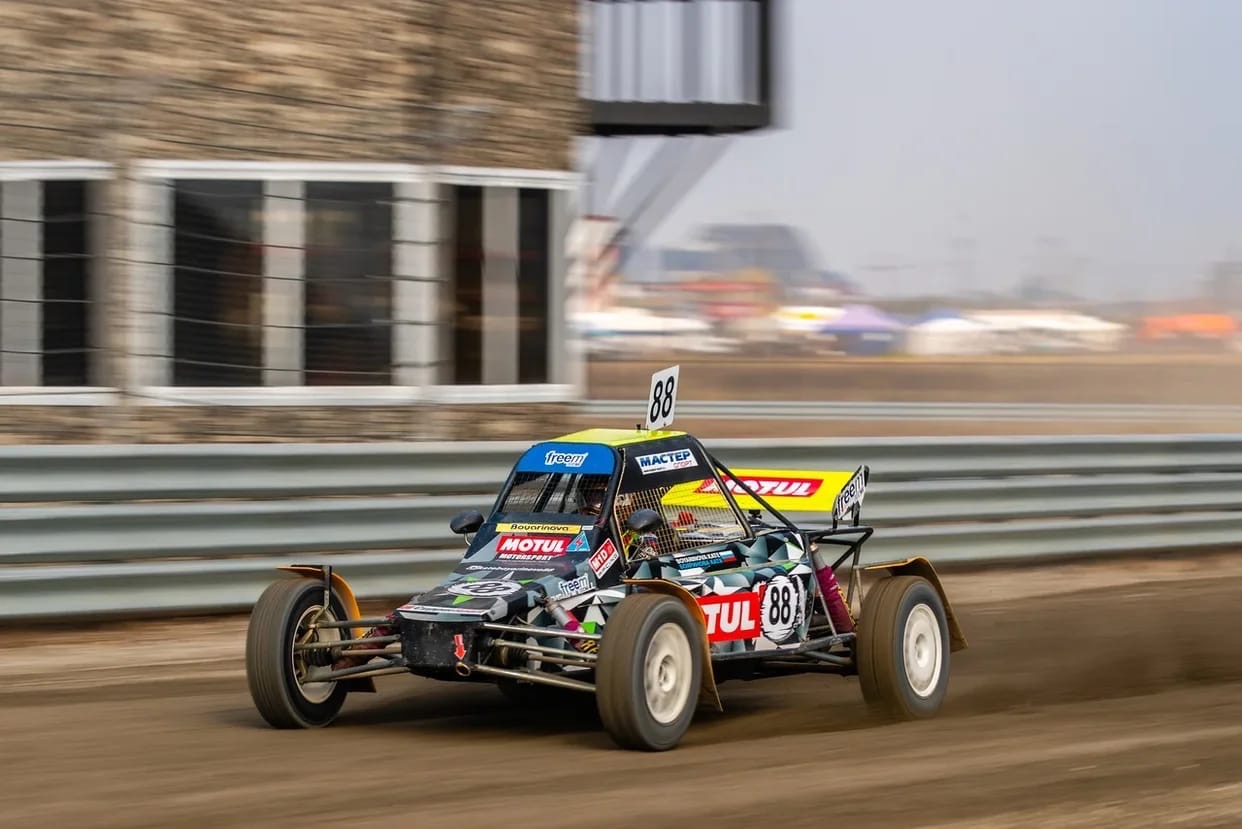
Екатерина Бояринова за рулем багги Д3

Большую часть своей карьеры Екатерина провела за рулем машины для автокросса. Первым автомобилем для кросса стала Лада 1111 Ока за рулем которой Екатерина дебютировала в гонках. Помимо Оки, у Екатерины была и LADA Kalina ранней версии, в фирменных цветах Boyarinova Racing Team, также под номером 88. За рулем багги Д3 она стала чемпионкой Московской области (2019), двукратной вице-чемпионкой России по автокроссу в 2017 и 2020 годах, а в 2019 взяла титул чемпиона России по автокроссу. В 2021 году стала чемпионкой Московской области по автокроссу в классе «Супер багги». В соревнованиях по автокроссу Екатерина выступала под своим постоянным номером 88. В 2021 Екатерина объявила о завершении участия в соревнованиях по автокроссу, и о переходе в кольцевые асфальтовые гонки.

### Российская серия кольцевых гонок

#### Супер-продакшн
2020

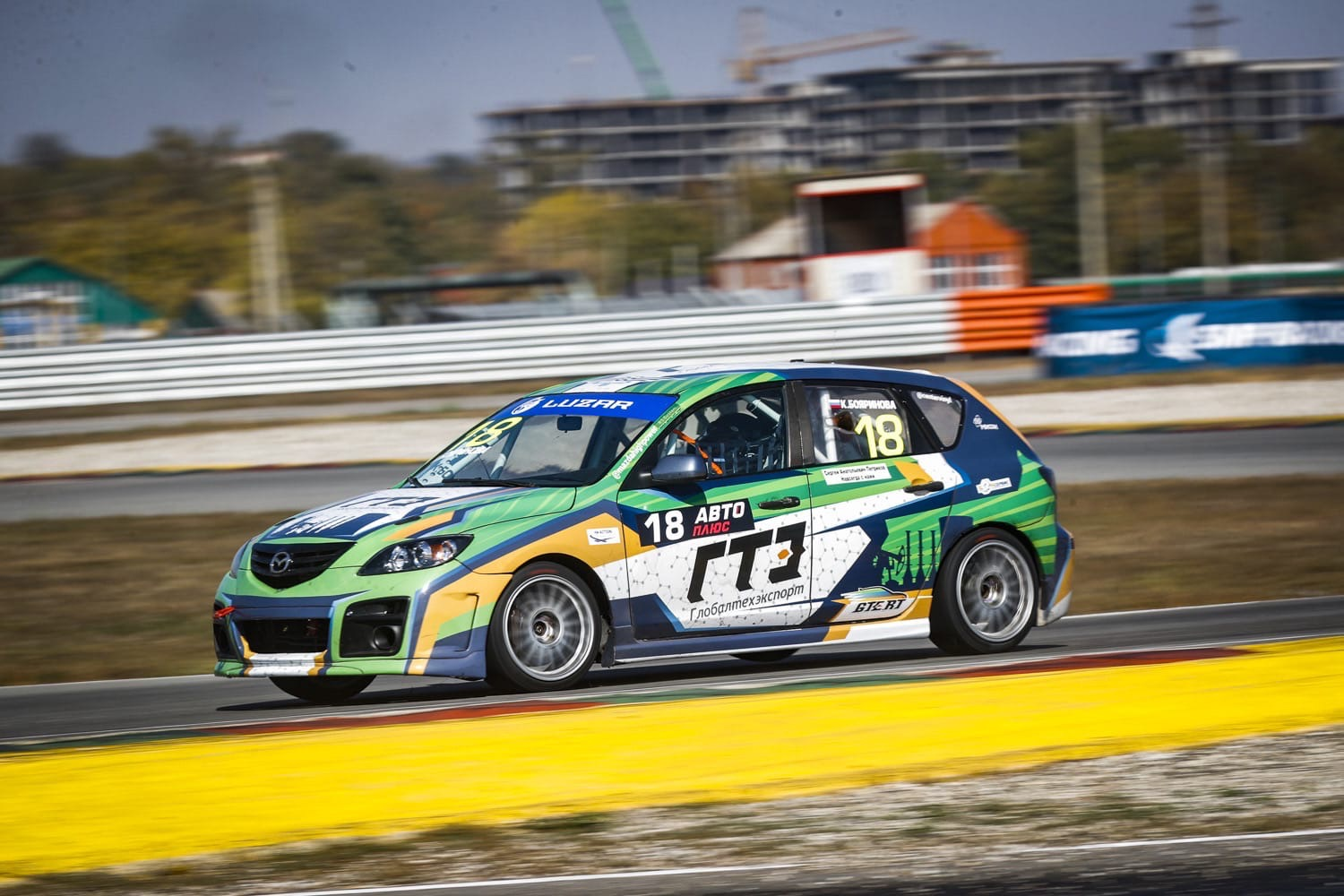
Екатерина Бояринова за рулем Mazda 3 MHP

Дебют Екатерины в Российская серия кольцевых гонок прошел на финальном этапе СМП РСКГ 2020 в Грозном, за рулем Mazda 3. Этот этап был для Екатерины дебютом в кольцевых асфальтовых гонках на машине с передним приводом (FWD).
2021
В сезоне 2021 Екатерина проехала 6 гонок, где сразу показала довольно высокие результаты по меркам класса «Супер-продакшн». Этап в Грозном сезона РСКГ 2021 выдался для Кати не очень удачным, но зрелищным. В первой гонке столкновение с машиной Александра Гармаша, и как следствие сход. Во второй гонке машина Кати загорелась, и пришлось вновь сойти. Открытое пламя было даже в салоне её Mazda 3. В итогов протоколе класса «Супер-продакшн» в сезоне РСКГ 2021, Екатерина заняла 12 строчку, опередив пилотов команд Sofit-Racing и RHHCC Racing.
2022
В 2022 году Екатерина вошла в состав команды Sofit Racing Team, заменив Дмитрия Лебедева. Выступать Катя будет на автомобиле Subaru BRZ в классе «Супер-продакшн». А напарниками по команде стали Самвел Искоянц и Ирина Сидоркова.
Сезон РСКГ 2022 для Екатерины Бояриновой был открыт на "домашней" трассе Смоленское кольцо, под Дорогобужем. Свой дебютный сезон за рулём заднеприводной Subaru BRZ Екатерина открыла весьма неудачно.  Сначала 7 позиция в квалификации из 8 машин на стартовой решетки класса Супер-Продакшн. В первой воскресной гонке Екатерина пришла на последней позиции класса «Супер-продашкн», уступив обоим напарникам по команде.  Вторая гонка для Екатерины Бояриновой закончилась на прогревочном круге, а если быть точнее, то на стартовой решетке второй гонки уик-энда. На машине №18 вышла из строя турбина. Это стало причиной для команды снять машину Екатерины с гонки и вернуть её обратно в боксы.

## Статистика выступлений

### Сводная таблица
| Сезон | Серия                             | Дисциплина / Класс | Заявитель / Команда    | Старты | Победы | Поулы | БК | Подиумы | Очки | Место |
| ----- | --------------------------------- | ------------------ | ---------------------- | ------ | ------ | ----- | -- | ------- | ---- | ----- |
| 2015  | Первенство России по автокроссу   | Д2-юниор           | Бояринов Виталий       | 4      | 0      |       |    | 0       | 22   | 15    |
| 2015  | Первенство России по ралли‐кроссу | Д2-юниор           | Бояринов Виталий       | 5      | 0      |       |    | 0       | 25   | 6     |
| 2016  | Первенство России по автокроссу   | Д2-юниор           | Бояринов Виталий       | 3      | 0      |       |    | 0       | 139  | 8     |
| 2016  | Первенство России по ралли‐кроссу | Д2-юниор           | Бояринов Виталий       | 7      | 0      |       |    | 0       | 43   | 8     |
| 2017  | Первенство России по автокроссу   | Д2-юниор           | Бояринов Виталий       | 5      | 1      |       |    | 4       | 268  | 2     |
| 2017  | Первенство России по ралли‐кроссу | Д2-юниор           | Бояринов Виталий       | 10     | 0      |       |    | 1       | 83   | 5     |
| 2018  | Чемпионат России по автокроссу    | Д3-спринт          | УСЦ "Перово" ДОСААФ    | 10     | 0      |       |    | 1       | 79   | 10    |
| 2019  | Чемпионат России по автокроссу    | Д3-спринт          | УСЦ "Перово" ДОСААФ    | 12     | 4      |       |    | 11      | 160  | 1     |
| 2019  | Чемпионат России по автокроссу    | Супер багги        | УСЦ "Перово" ДОСААФ    | 1      | 0      | 0     | 0  | 0       | 0    | 9     |
| 2020  | Чемпионат России по автокроссу    | Супер багги        | УСЦ "Перово" ДОСААФ    | 3      | 1      |       |    | 2       | 113  | 2     |
| 2020  | Чемпионат России по ралли‐кроссу  | Национальный       | Boyarinova Racing Team | 1      | 0      | 0     | 0  | 0       | 0    | 42    |
| 2020  | Кубок России по ралли‐кроссу      | Суперавто          | Boyarinova Racing Team | 1      | 0      | 0     | 0  | 0       | 0    | 16    |
| 2020  | Кубок России РСКГ                 | Супер-продакшн     | Boyarinova Racing Team | 2      | 0      |       | 0  | 0       | 11   | 14    |
| 2021  | Чемпионат России по автокроссу    | Супер багги        | УСЦ "Перово" ДОСААФ    | 3      | 2      |       |    | 3       | 103  | 3     |
| 2021  | Кубок России РСКГ                 | Супер-продакшн     | Boyarinova Racing Team | 6      | 0      |       |    | 0       | 42   | 12    |
| 2022  | Кубок России РСКГ                 | Супер-продакшн     | Sofit-Racing Team      | 7      | 0      |       | 1  | 0       | 75 · | 7 ·   |
| Сезон | Серия                             | Дисциплина / Класс | Заявитель / Команда    | Старты | Победы | Поулы | БК | Подиумы | Очки | Место |

 ·  Сезон продолжается.
| Легенда к таблице |                                                                    |
| --- | ------------------------------------------------------------------ |
| В таблице перечислены результаты всех гонок, в которых принимал участие гонщик. Строками таблицы являются сезоны, столбцами — этапы соревнований. В каждой клетке указаны сокращённое название этапа и результат, дополнительно обозначенный цветом. Расшифровка обозначений и цветов представлена в нижеследующей таблице. |                                                                    |
| \| Пример \| Описание \| \| ------------ \| ------------------------------------------------------------------ \| \| 1 \| Победитель \| \| 2 \| Второе место \| \| 3 \| Третье место \| \| 5 \| Финишировал, заработав очки \| \| Сход \| Не финишировал, но при этом заработал очки \| \| 12 \| Финишировал, не получив очков \| \| НКЛ \| Финишировал, но не попал в финальную классификацию \| \| 15 \| Участвовал вне зачёта, либо по отдельной классификации \| \| 18 \| Не финишировал, но попал в финальную классификацию \| \| Сход \| Не финишировал \| \| НКВ \| Не прошёл квалификацию \| \| НПКВ \| Не прошёл предквалификацию \| \| ДСК \| Дисквалифицирован \| \| ИСК \| Исключён из протокола соревнований \| \| ТТ \| Заявлен для участия только в тренировках \| \| НС \| Участвовал в квалификации, но не стартовал в гонке \| \| Т \| Травмирован или болен \| \| ОТК \| Отказ от участия \| \| НТР \| Прибыл на соревнования, но на трассу не выезжал \| \| НПР \| Был заявлен в числе участников, но не прибыл к началу соревнований \| \| О \| Соревнования отменены \| \| \| Не участвовал \| \| Поул-позиция \| \| \| Быстрый круг \| \| |                                                                    |
| Пример | Описание                                                           |
| 1 | Победитель                                                         |
| 2 | Второе место                                                       |
| 3 | Третье место                                                       |
| 5 | Финишировал, заработав очки                                        |
| Сход | Не финишировал, но при этом заработал очки                         |
| 12 | Финишировал, не получив очков                                      |
| НКЛ | Финишировал, но не попал в финальную классификацию                 |
| 15 | Участвовал вне зачёта, либо по отдельной классификации             |
| 18 | Не финишировал, но попал в финальную классификацию                 |
| Сход | Не финишировал                                                     |
| НКВ | Не прошёл квалификацию                                             |
| НПКВ | Не прошёл предквалификацию                                         |
| ДСК | Дисквалифицирован                                                  |
| ИСК | Исключён из протокола соревнований                                 |
| ТТ | Заявлен для участия только в тренировках                           |
| НС | Участвовал в квалификации, но не стартовал в гонке                 |
| Т | Травмирован или болен                                              |
| ОТК | Отказ от участия                                                   |
| НТР | Прибыл на соревнования, но на трассу не выезжал                    |
| НПР | Был заявлен в числе участников, но не прибыл к началу соревнований |
| О | Соревнования отменены                                              |
| | Не участвовал                                                      |
| Поул-позиция |                                                                    |
| Быстрый круг |                                                                    |

### Результаты выступлений в кроссе

#### Первенство России

##### Автомобильный кросс
| Год        | Заявитель        | Дисциплина | 1    | 2    | 3    | 4    | 5    | 6    | 7   | 8    | 9    | Место | Очки |
| 2015       | Бояринов Виталий | Д2-юниор   | ВОР1 | ВОР2 | ТОР  | КУР  | ВОР3 | ЗЛА  | БУГ | ВОР4 | ВОР5 | 15    | 22   |
| ---------- | ---------------- | ---------- | ---- | ---- | ---- | ---- | ---- | ---- | --- | ---- | ---- | ----- | ---- |
| 2015       | Бояринов Виталий | Д2-юниор   | НУ   | 11   | 12   | 10   | 7    | О    | О   | НУ   | О    | 15    | 22   |
| 2016       | Бояринов Виталий | Д2-юниор   | ВОР1 | ВОР2 | ВОР3 | КУР1 | КУР2 | ВОР4 |     |      |      | 8     | 139  |
| 2016       | Бояринов Виталий | Д2-юниор   | НУ   | НУ   | 6    | 4    | 4    | НУ   |     |      |      | 8     | 139  |
| 2017       | Бояринов Виталий | Д2-юниор   | ВОР1 | ИСТ  | КУР1 | НИС  | КУР2 | ВОР2 |     |      |      | 2     | 268  |
| 2017       | Бояринов Виталий | Д2-юниор   | 1    | 2    | 2    | О    | 2    | 4    |     |      |      | 2     | 268  |
| Источники: |                  |            |      |      |      |      |      |      |     |      |      |       |      |

##### Ралли‐кросс
| Год        | Заявитель        | Дисциплина | 1     | 1     | 2     | 2     | 3     | 3     | 4     | 4     | 5     | 5     | 6     | 6     | 7     | 7     | Место | Очки |
| 2015       | Бояринов Виталий | Д2-юниор   | ВОР 1 | ВОР 1 | РЯЗ 1 | РЯЗ 1 | ВОР 2 | ВОР 2 | КАЗ   | КАЗ   | РЯЗ 2 | РЯЗ 2 | ВОР 3 | ВОР 3 |       |       | 6     | 25   |
| ---------- | ---------------- | ---------- | ----- | ----- | ----- | ----- | ----- | ----- | ----- | ----- | ----- | ----- | ----- | ----- | ----- | ----- | ----- | ---- |
| 2015       | Бояринов Виталий | Д2-юниор   | Х НУ  | Ф НУ  | Х 7   | Ф 8   | Х НУ  | Ф НУ  | Х НУ  | Ф НУ  | Х 6   | Ф НУ  | Х 6   | Ф 6   |       |       | 6     | 25   |
| 2016       | Бояринов Виталий | Д2-юниор   | РЯЗ 1 | РЯЗ 1 | ВОР 1 | ВОР 1 | КАЗ 1 | КАЗ 1 | РЯЗ 2 | РЯЗ 2 | ВОР 2 | ВОР 2 | КАЗ 2 | КАЗ 2 | ВОР 3 | ВОР 3 | 8     | 43   |
| 2016       | Бояринов Виталий | Д2-юниор   | Х 12  | Ф НУ  | Х 6   | Ф 7   | Х НУ  | Ф НУ  | Х 6   | Ф 5   | Х 5   | Ф 6   | Х НУ  | Ф НУ  | Х НУ  | Ф НУ  | 8     | 43   |
| 2017       | Бояринов Виталий | Д2-юниор   | СЕК 1 | СЕК 1 | КАЗ 1 | КАЗ 1 | ВОР 1 | ВОР 1 | СЕК 2 | СЕК 2 | КАЗ 2 | КАЗ 2 | ВОР 2 | ВОР 2 |       |       | 5     | 83   |
| 2017       | Бояринов Виталий | Д2-юниор   | Х 4   | Ф 4   | Х 4   | Ф 5   | Х 6   | Ф 5   | Х 5   | Ф 5   | Х НУ  | Ф НУ  | Х 6   | Ф 3   |       |       | 5     | 83   |
| Источники: |                  |            |       |       |       |       |       |       |       |       |       |       |       |       |       |       |       |      |

#### Чемпионат России

##### Автомобильный кросс
| Год        | Заявитель           | Дисциплина  | 1     | 1     | 2     | 2     | 3     | 3     | 4    | 4    | 5     | 5     | 6     | 6     | Место | Очки |
| 2018       | УСЦ "Перово" ДОСААФ | Д3-спринт   | ГРО   | ГРО   | ВОР 1 | ВОР 1 | КУР 1 | КУР 1 | ГУК  | ГУК  | КУР 2 | КУР 2 | ВОР 2 | ВОР 2 | 10    | 79   |
| ---------- | ------------------- | ----------- | ----- | ----- | ----- | ----- | ----- | ----- | ---- | ---- | ----- | ----- | ----- | ----- | ----- | ---- |
| 2018       | УСЦ "Перово" ДОСААФ | Д3-спринт   | Х НУ  | Ф 12  | Х НУ  | Ф 14  | Х 10  | Ф 8   | Х 8  | Ф 11 | Х 8   | Ф 5   | Х 7   | Ф 3   | 10    | 79   |
| 2019       | УСЦ "Перово" ДОСААФ | Д3-спринт   | ГРО   | ГРО   | ГУК   | ГУК   | ВОР   | ВОР   | ТОЛ  | ТОЛ  | КУР 1 | КУР 1 | КУР 2 | КУР 2 | 1     | 160  |
| 2019       | УСЦ "Перово" ДОСААФ | Д3-спринт   | ОЗ 1  | Ф 1   | ОЗ 2  | Ф 3   | ОЗ 2  | Ф 3   | ОЗ 2 | Ф 1  | ОЗ 4  | Ф 2   | ОЗ 3  | Ф 1   | 1     | 160  |
| 2019       | УСЦ "Перово" ДОСААФ |             |       |       |       |       |       |       |      |      |       |       |       |       |       |      |
| 2019       | УСЦ "Перово" ДОСААФ | Супер багги |       |       |       |       |       |       |      |      |       |       |       |       |       |      |
| 2019       | УСЦ "Перово" ДОСААФ | ОЗ НУ       | Ф НУ  | ОЗ НУ | Ф НУ  | ОЗ НУ | Ф НУ  | ОЗ НУ | Ф НУ | ОЗ 6 | Ф НУ  | ОЗ НУ | Ф НУ  | 9     | 0     |      |
| 2020       | УСЦ "Перово" ДОСААФ | Супер багги | ИСТ   | ИСТ   | КУР   | КУР   | УПО   | УПО   | ГРО  | ГРО  |       |       |       |       | 2     | 113  |
| 2020       | УСЦ "Перово" ДОСААФ | Супер багги | 2     | 2     | 4     | 4     | O     | O     | 1    | 1    |       |       |       |       | 2     | 113  |
| 2021       | УСЦ "Перово" ДОСААФ | Супер багги | ВОР 1 | ВОР 1 | ИСТ   | ИСТ   | ГРО   | ГРО   | УПО  | УПО  | КУР   | КУР   | ВОР 2 | ВОР 2 | 3     | 103  |
| 2021       | УСЦ "Перово" ДОСААФ | Супер багги | 1     | 1     | 1     | 1     | 2     | 2     | НУ   | НУ   | НУ    | НУ    | НУ    | НУ    | 3     | 103  |
| Источники: |                     |             |       |       |       |       |       |       |      |      |       |       |       |       |       |      |

##### Ралли‐кросс
| Год        | Заявитель              | Дисциплина   | 1     | 1     | 1    | 2     | 2     | 2    | 3     | 3     | 3    | Место | Очки |
| 2020       | Boyarinova Racing Team | Национальный | КАЗ   | КАЗ   | КАЗ  | СЕК   | СЕК   | СЕК  | ГРО   | ГРО   | ГРО  | 42    | 0    |
| ---------- | ---------------------- | ------------ | ----- | ----- | ---- | ----- | ----- | ---- | ----- | ----- | ---- | ----- | ---- |
| 2020       | Boyarinova Racing Team | Национальный | КВ НУ | ПФ НУ | Ф НУ | КВ НУ | ПФ НУ | Ф НУ | КВ 23 | ПФ НУ | Ф НУ | 42    | 0    |
| Источники: |                        |              |       |       |      |       |       |      |       |       |      |       |      |

#### Кубок России

##### Ралли‐кросс
| Год        | Заявитель              | Дисциплина | 1     | 1    | 2     | 2    | 3     | 3   | Место | Очки |
| 2020       | Boyarinova Racing Team | Суперавто  | КАЗ   | КАЗ  | СЕК   | СЕК  | ГРО   | ГРО | 16    | 0    |
| ---------- | ---------------------- | ---------- | ----- | ---- | ----- | ---- | ----- | --- | ----- | ---- |
| 2020       | Boyarinova Racing Team | Суперавто  | КВ НУ | Ф НУ | КВ НУ | Ф НУ | КВ НУ | Ф 8 | 16    | 0    |
| Источники: |                        |            |       |      |       |      |       |     |       |      |

### Результаты выступлений в РСКГ

#### Кубок России

##### Супер-продакшн
| Год        | Команда                | Автомобиль             | 1     | 1     | 2     | 2     | 3     | 3       | 4     | 4     | 5     | 5     | 6       | 6     | 7       | 7    | Место | Очки |
| 2020       | Boyarinova Racing Team | Mazda 3 (BK) 2.0 Turbo | СМО 1 | СМО 1 | ИГО   | ИГО   | КАЗ   | КАЗ     | МОС   | МОС   | СМО 2 | СМО 2 | НИЖ     | НИЖ   | ГРО     | ГРО  | 14    | 11   |
| ---------- | ---------------------- | ---------------------- | ----- | ----- | ----- | ----- | ----- | ------- | ----- | ----- | ----- | ----- | ------- | ----- | ------- | ---- | ----- | ---- |
| 2020       | Boyarinova Racing Team | Mazda 3 (BK) 2.0 Turbo | Г1 Ну | Г2 НУ | Г1 НУ | Г2 НУ | Г1 НУ | Г2 НУ   | Г1 НУ | Г2 НУ | Г1 НУ | Г2 НУ | Г1 НУ   | Г2 НУ | Г1 Сход | Г2 5 | 14    | 11   |
| 2021       | Boyarinova Racing Team | Mazda 3 (BK) 2.0 Turbo | СМО   | СМО   | НИЖ   | НИЖ   | ИГО   | ИГО     | МОС   | МОС   | КАЗ   | КАЗ   | ГРО     | ГРО   | СОЧ     | СОЧ  | 12    | 42   |
| 2021       | Boyarinova Racing Team | Mazda 3 (BK) 2.0 Turbo | Г1 Ну | Г2 НУ | Г1 НУ | Г2 НУ | Г1 НУ | Г2 НУ   | Г1 НС | Г2 НС | Г1 7  | Г2 6  | Г1 Сход | Г2 7  | Г1 10   | Г2 8 | 12    | 42   |
| 2022       | Sofit-Racing Team      | Subaru BRZ Turbo       | СМО   | СМО   | НИЖ   | НИЖ   | КАЗ   | КАЗ     | МОС   | МОС   | ИГО   | ИГО   | ГРО     | ГРО   |         |      | 7 ·   | 87 · |
| 2022       | Sofit-Racing Team      | Subaru BRZ Turbo       | Г1 7  | Г2 НС | Г1 5  | Г2 5  | Г1 5  | Г2 Сход | Г1 5  | Г2 7  | Г1 НС | Г2 9  | Г1      | Г2    |         |      | 7 ·   | 87 · |
| Источники: |                        |                        |       |       |       |       |       |         |       |       |       |       |         |       |         |      |       |      |

 ·  Сезон продолжается.

### Комментарии
1. ↑  Предыдущий номер, под которым выступала в автокроссе 88.
2. ↑  Сезон продолжается.
3. ↑  В каком из населённых пунктов Торопово был заезд в итоговом протоколе не отображено, надо уточнить.
4. ↑  С девятого по шестнадцатое место участники распределены одинаково, у всех ноль очков.
5. ↑  С двадцать шестого по сорок второе место участники распределены одинаково, у всех ноль очков.
6. ↑  Пятнадцатое и шестнадцатое места распределены одинаково, у обоих гонщиков ноль очков.